# Predrag Gojković Cune

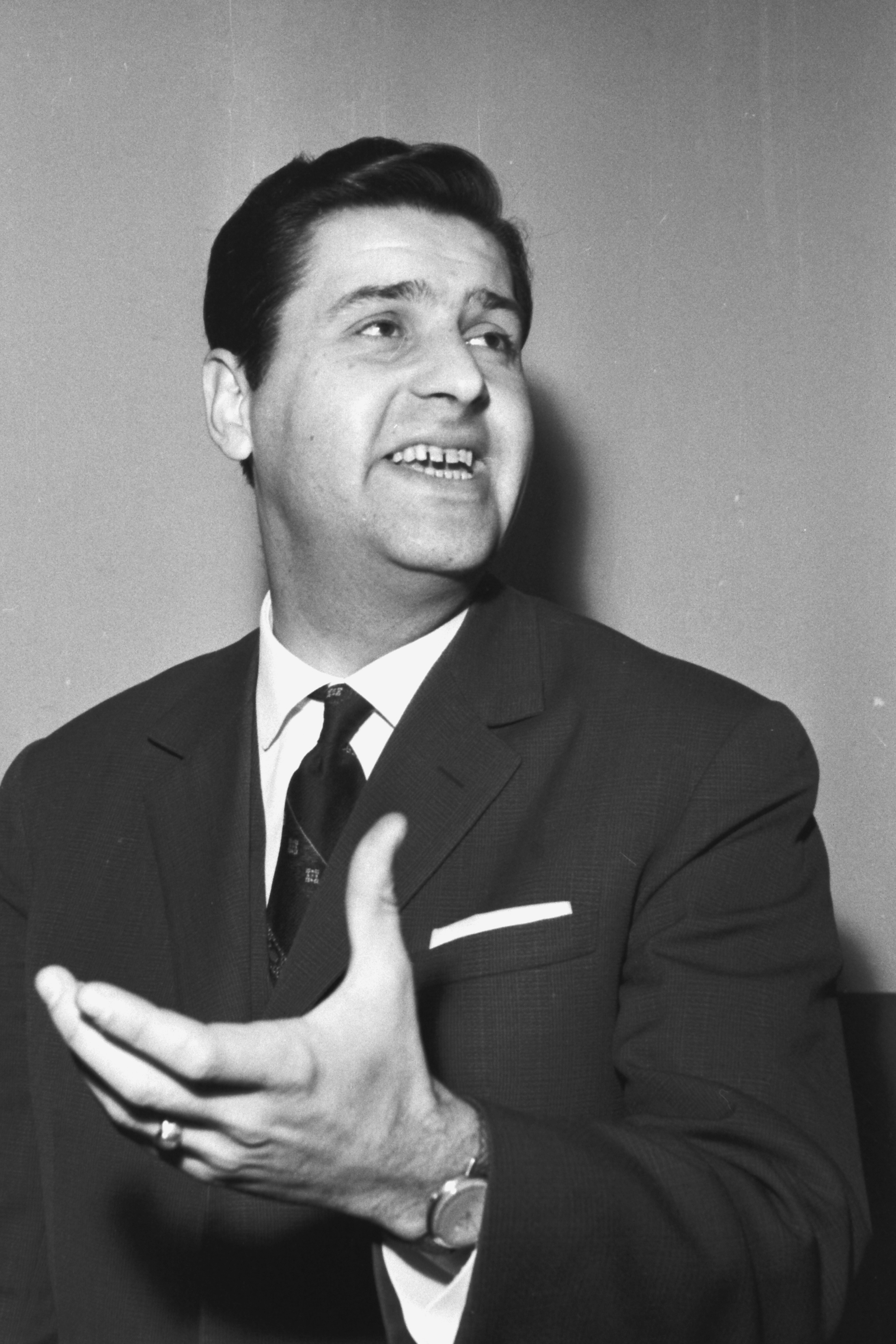
Predrag Gojkovic Cune (1962)

Predrag Gojković Cune (* 6. November 1932 in Kragujevac; † 21. Juli 2017 in Belgrad) war ein serbischer Sänger von Volksliedern, Sevdalinka und mexikanischen Liedern. Er war einer der beliebtesten und angesehensten jugoslawischen und serbischen Sänger, Gewinner vieler Auszeichnungen und Inhaber des Status eines prominenten Popkünstlers. Im Laufe seiner Karriere erhielt er den Spitznamen Cune, was im Serbischen so viel wie Küsschen bedeutet.

## Leben
Predrag Gojković wurde am 6. November 1932 als Sohn des Friseurs Jovan (* 1906) und Radmila Gojković in Kragujevac geboren. Mit seinen Eltern und seiner jüngeren Schwester Anka (* 1933) wuchs er ab 1936 in Belgrad auf. Im Jahre 1939 begann er dort seine Schulausbildung. Zu seinen Mitschülern zählten die später berühmten Schauspieler Bata Živojinović und Bata Stojković. Nach dem Abitur begann Gojković ein Studium an der Handelsakademie, das er zugunsten einer Gesangskarriere abbrach. Den danach aufgenommenen Dienst als Postangestellter quittierte er ebenfalls, um sich ganz dem Singen widmen zu können.
Am 6. November 1962, seinem 30. Geburtstag, heiratete er Leposava. Mit ihr hat er zwei Töchter, darunter Katarina (* 1967), eine später sehr bekannte Belgrader Schauspielerin.
Im Alter von 85 Jahren starb Predrag Gojković am 21. Juli 2017 in Belgrad. Er wurde am 26. Juli an der „Allee herausragender Bürger“ auf dem Neuen Friedhof in Belgrad neben seinem Jugendfreund Bata Živojinović beigesetzt.

## Karriere
Bereits 1939, im Alter von sieben Jahren, hatte Gojković seinen ersten Auftritt und sang im Duett mit seiner Schwester Anka. Bereits mit 14 Jahren begann er seine Gesangskarriere im Chor Đoka Pavlović. 1948 war er bei Radio Belgrad live hinter dem Mikrofon zu hören. Sein erster großer Erfolg stellte sich für ihn als Mitglied des Ensembles von Milija Spasojević ein, als sie zusammen mit dem Song Halisko den zweiten Platz beim Festival Six Days of Canzone in Mailand erreichten. Es folgten Auftritte bei Musikfestivals in Belgrad, Opatija und Zagreb.
Im Februar 1962 brachte er mit dem Song Kafu mi, draga, ispeci eine Schallplatte heraus, die über 100.000 verkauft wurde und im Mai als Goldene Schallplatte in Jugoslawien und auf dem Balkan ausgezeichnet wurde. Seitdem wandte er sich immer mehr der Aufnahme von Volksliedern zu.
Auf dem Höhepunkt seiner Popularität in Jugoslawien ging er 1966 auf Tournee durch Amerika, wo er drei Jahre blieb. Für die Amerikaner galt er als Sänger hinter dem „Eisernen Vorhang“ und wurde durch seine gelungenen Interpretationen russischer, jüdischer, französischer, spanischer und serbischer Musik in Amerika weitgehend bekannt. Er wurde jedoch wiederholt angewiesen, Serbien in seinen Liedern nicht zu erwähnen. Nach Jugoslawien zurückgekehrt, wurde er von einigen Journalisten zum Tschetnik-Sänger verrufen, woraufhin seine Lieder in Funk und Fernsehen verboten wurden. Dennoch erhielt er knapp drei Jahre später den Volksverdienstorden, verliehen vom damaligen jugoslawischen Präsidenten Josip Broz Tito, außerdem den Orden der Arbeit mit dem goldenen Kranz und den Jugoslawischen Varietépreis.
In den 1960er- und 1970er-Jahren nahm Gojković an mehreren Festivals teil, darunter Belgrader Frühling, Belgrad Sabor, Ilidža und Summer Song sowie am Singer Cup in Paris, wo er des Öfteren den ersten oder zweiten Preis gewann. In den 1980er-Jahren trat er zusammen mit Predrag Živković Tozovac und der Schauspielerin Zlata Petković als Gastgeber der Folkparade auf. Neben vielen Konzerten und Fernsehshows sang er auch im Duo oder Trio mit Predrag Živković Tozovac, Miroslav Ilić, Živko Đurić und Lepa Lukić. Zudem hatte er Starauftritte in den Philharmonien sowjetischer Republiken und Provinzen, wie auch im Tschaikowsky in Moskau, im Olympia in Paris, im Lincoln-Center in New York und im Opernhaus in Sydney.
Neben seiner Gesangskarriere wirkte Gojković auch schauspielerisch in Fernsehserien wie Servisna stanica, der ersten jugoslawischen Fernsehserie, in Our events und Theatre at home sowie in mehreren jugoslawischen Filmen mit. In der Operette Die Fledermaus von Johann Strauss sang er im Nationaltheater Belgrad das Lied Wie ein schöner Traum, während er in der Aufführung Der heilige Georg tötet den Drachen von Dušan Kovačević ein polyphone Interpretation ganz ohne Instrument darbot.
Ende der 1990er-Jahre gab er im Rahmen der Reihe Cune and friends mit seinen Freunden – bekannten und unbekannten Musikern – eine Reihe von Konzerten in Städten in ganz Serbien. Mit einem Konzert im Sava-Zentrum am 18. Februar 1999 feierte er fünfzig Jahre künstlerisches Schaffen, und im Jahr 2003 gab er ein Konzert im Saal der Kolarc-Stiftung.
Während seiner fast siebzigjährigen Karriere nahm er 52 Single-Platten, mehrere Potpourri-Alben und mehrere Solo-Alben auf. Anlässlich der fünfzigjährigen Karriere veröffentlichte PGP RTS die Dreifach-CD Recorded in Time mit 55 Songs. Für das Musikarchiv von Radio Belgrad nahm er mehr als tausend Lieder originaler Volksmusik, mexikanische Songs und Evergreens auf.
Anlässlich seines 83. Geburtstages und 67. Berufsjubiläums wurde ihm im Steinernen Saal von Radio Belgrad das Goldene Mikrofon von Radio Belgrad überreicht. Im November 2015 beendete Gojković damit seine Gesangskarriere.

## Diskografie

### Singles und EPs
- 1959: Moj Konjiću / Vetar Duva Dunavom I Savom
- 1959: Kad Zasvira Harmonika / Beograde Moj
- 1962: Momak Veseljak (EP)
- 1963: Halisko (EP)
- 1963: Tri Devojke Zbor Zborile (EP)
- 1963: Brazil (EP)
- 1965: Pod Avalom Svi Je Znaju (EP)
- 1965: Mama Huanita (EP)
- 1970: Zvezda, Zvezda / Crvena Zvezda Kao Prolećni Dan
- 1970: Zašto, Zašto / Na Rastanku Poljubi
- 1970: Komšinica / Ljubavi, Ljubavi
- 1971: Zašto Da Patim / Hoću Mladost Da Proživim
- 1973: Crne Oči, Plave Oči / Zbog Jedne Žene
- 1974: Hej Drugovi / Život Leti

### Alben
- 1961: Halisko
- 1975: Predrag Gojković - Cune
- 1979: Cune
- 1981: Ne Mogu Ti Ništa Osim Cveća Dati
- 1987: Nezaboravne Melodije 1
- 1988: Ко То Каже Србија Је Мала
- 2001: Posle 17 Godina Ponovo Sa Vama
- 2002: Nestao Je San
- 2019: K'o Lepi San